# Orgilus ponticus
Orgilus ponticus är en stekelart som beskrevs av Vladimir Ivanovich Tobias 1986. Orgilus ponticus ingår i släktet Orgilus och familjen bracksteklar. Inga underarter finns listade i Catalogue of Life.